# Tlacene, Vrața
Tlacene (în bulgară Тлачене) este un sat în comuna Beala Slatina, regiunea Vrața,  Bulgaria. 

## Demografie
Componența etnică a satului Tlacene
     Bulgari (22,86%)
     Romi (4,15%)
     Nicio identificare (72,97%)
     Altele (0,69%)
La recensământul din 2011, populația satului Tlacene era de 433 locuitori. Nu există o etnie majoritară, locuitorii fiind bulgari (22,86%) și romi (4,15%). Pentru 72,97% din locuitori nu este cunoscută apartenența etnică.